# ديف كولمان (لاعب كرة قاعدة)
ديف كولمان (بالإنجليزية: Dave Coleman) هو لاعب كرة قاعدة أمريكي، ولد في 26 أكتوبر 1950 في دايتون في الولايات المتحدة.

## وصلات خارجية
- ديف كولمان (لاعب كرة قاعدة) على موقعبيزبول رفرنس.كوم (الدوري الرئيسي) (الإنجليزية)
- ديف كولمان (لاعب كرة قاعدة) على موقعبيزبول رفرنس.كوم (الدوري الثانوي) (الإنجليزية)
- ديف كولمان (لاعب كرة قاعدة) على موقع مشجعي الرسوم البيانية (الإنجليزية)